# شاتو مورسيانو
شاتو مورسيانو (بالإنجليزية: Chato Murciano)‏ هو سلالة من الخنازير الأليفة الناشئة من مورسيا في إسبانيا، وهي السلالة الوحيدة الباقية من الخنازير المحلية والمنتجة تاريخيا في مورسيا وهي معرضة لخطر الانقراض.